# Fluoruro di vinilidene
Il fluoruro di vinilidene, nome sistematico 1,1-difluoroetene (commercialmente noto come VDF), è una fluoroolefina (un alchene fluorurato) dalla formula F2C=CH2. È un importante monomero per polimeri fluorurati, il polivinilidenfluoruro, specificamente, ma è anche comonomero per diversi altri copolimeri.
L'1,1-difluoroetene è un isomero strutturale del fluoruro di vinilene FCH=CHF (1,2-difluoroetene), esistente negli isomeri geometrici cis e trans ( Z e E).

## Proprietà e struttura molecolare
A temperatura ambiente è un gas incolore con una temperatura critica appena superiore (30,1 °C) e una densità di circa 2,22 volte quella dell'aria; ha un lieve odore etereo ed è facilmente infiammabile nell'intervallo di concentrazioni tra 5,5 a 21%. È instabile ad alte temperature e in aria forma facilmente miscele esplosive.
La molecola è planare con simmetria molecolare C2v; entrambi gli atomi di carbonio sono ibridati sp2, con angoli di legame prossimi a 120°, ma uno è allo stato di ossidazione +2 e l'altro è allo stato -2. In conseguenza di questo e della presenza dei due atomi di fluoro dalla stessa parte, la molecola ha una certa polarità: il suo momento dipolare è ragguardevole, pari a 1,37 D, sebbene questo sia poco più della metà di quello del suo isomero cis-1,2-difluoroetilene (2,42 D). Nonostante questa sua discreta polarità, l'1,1-difluoroetene è poco solubile in acqua, ma è discretamente solubile in alcool e etere.
Da indagini di spettroscopia rotazionale nella regione delle microonde (8-36 GHz) sono stati ricavati i dati salienti della struttura molecolare. Dall'analisi dei dati le lunghezze di legame e gli angoli risultano come segue:
r(C=C) = 131,5 pm; r(C–H) = 107,9 pm; r(C–F) = 132,3 pm
∠(FCF) = 109,1°; ∠(HCC) = 121,8°
Si può notare come il legame C=C sia significativamente più corto del normale (134  pm) e così anche il legame C–F (135 pm). Inoltre, l'angolo FCF è qui decisamente più stretto di quello previsto per l'ibridazione sp2 del carbonio (120°), a differenza di quello HCH, che ne è appena maggiore. Il valore anomalo dell'angolo FCF può essere razionalizzato qualitativamente in base alla regola di Bent, la quale prevede una reibridazione del carbonio, con un minor carattere s negli orbitali ibridi con cui il C si lega ad atomi più elettronegativi (qui F); un minor carattere s nei due legami C–F comporta un angolo di legame più piccolo, come qui accade e questo è poi accentuato per il fatto che su quel carbonio sono legati due atomi fortemente elettronegativi, invece di uno solo come nel caso dell'altro isomero in cui l'angolo analogo (FCH) è un po' più ampio (113,9° > 109,1°), vide infra.
Inoltre, si somma a questo anche il restringimento dell'angolo FCF dovuto alla presenza del doppio legame che, in base alla teoria VSEPR, occupa più spazio angolare dei legami semplici, comprimendo l'angolo tra questi ultimi.
Per confronto, questi sono i corrispondenti parametri strutturali per l'isomero cis-1,2-difluoroetilene:
r(C=C) = 132,4 pm; r(C–H) = 108,9 pm; r(C–F) = 133,5 pm
∠(FCC) = 122,1°; ∠(HCC) = 124,0°
Questo implica che: ∠(FCH) = 360° - (122,1° + 124°) = 113,9°.
Il legame C=C è qui un po' più vicino al valore normale, come pure i legami C–F. Il fatto che l'angolo FCH sia significativamente minore di 120° è anche qui dovuto, come sopra, alla presenza del doppio legame che occupa più spazio angolare.

## Produzione
Si ottiene dalla reazione di β-eliminazione (E2) di acido cloridrico da 1,1-difluoro-1-cloro-etano per l'azione di una base forte:
{\displaystyle {\ce {H-CH2CF2-Cl + base -> CH2=CF2 + base * HCl}}}

## Applicazioni
Il fluoruro di vinilidene viene usato come monomero per la produzione dell'omopolimero polivinilidenfluoruro oppure come copolimero insieme al trifluoroetilene o al tetrafluoroetilene, rispettivamente, per la sintesi del poli(VDF-trifluoroetilene) e poli(VDF-TFE).